# NGC 4172
NGC 4172 (другие обозначения — UGC 7205, MCG 9-20-109, ZWG 269.39, ZWG 292.80, PGC 38887) — галактика в созвездии Большая Медведица.
Этот объект входит в число перечисленных в оригинальной редакции «Нового общего каталога».
В галактике вспыхнула сверхновая SN 2006az типа Ia, её пиковая видимая звездная величина составила 17,1.